# 기쿠스이역
기쿠스이역(일본어: 菊水駅)은 일본 홋카이도 삿포로시 시로이시구에 위치한 삿포로 시영 지하철의 역이다.

## 역 구조
상대식 승강장 2면 2선의 지하역이다. 행선지별로 개찰이 나뉘어 엘리베이터도 각각 설치되어 있다. 출입구가 6곳 있지만 방범의 사정 상으로 역무실에서 떨어진 4 ~ 6번 출입구는 22시 30분 이후 폐쇄된다. 시라이시 방향에 건늠식 전철기가 있어 긴급 시에 열차 회차가 가능하다. 지상의 엘리베이터는 3번 출입구 옆 화장실 사이로 낀 부분에 승강장이 있다.
버스센터 마에 역에 도요히라강 이상 홍수 때 홈의 수몰을 막는 방수문이 설치되어 있다.

### 타는 곳
| 1 | 도자이 선 | 시로이시・신삿포로 방면 |
| 2 | 도자이 선 | 오도리・미야노사와 방면 |

## 이용 현황
삿포로 시 교통국의 조사에 따르면 2015년도 1일 평균 승차 인원은 10,383명이다.
최근 1일 평균 승차 인원의 추이는 다음과 같다.
| 연도 | 1일 평균 승차 인원 |
| ---- | ------------------ |
| 2009 | 8,881              |
| 2010 | 8,964              |
| 2011 | 9,153              |
| 2012 | 9,477              |
| 2013 | 9,798              |
| 2014 | 10,062             |
| 2015 | 10,383             |

## 역 주변
중간 규모의 상업 지역으로 역에 인접한 거리는 미나미1조도리이다.
- 국도 제36호선
- 이치조 대교
- 시로이시 경찰서
- 시로이시 경찰서 기쿠스이 파출소
- 삿포로 기쿠스이3조 우체국
- 호쿠요 은행 기쿠스이 지점
- 삿포로 파리
- 국립 병원 기구 홋카이도 암 센터
- 홋카이도 삿포로히가시 고등학교
- 기쿠스이 원형 육교
- 홋카이도 정보 전문 학교
- 삿포로 히가시 연금 사무소
- 삿포로 시청 기쿠스이 분청사
- 삿포로 시립 삿포로히가시 초등학교
- 삿포로 시립 삿포로히가시 중학교

## 역사
- 1976년 6월 10일: 고토니 ~ 시로이시 역간 개통에 따라 영업 개시.
- 2006년 3월 22일: 엘리베이터 설치, 공용 개시.
- 2008년 11월 26일: 스크린도어 사용 개시[1].

## 사진

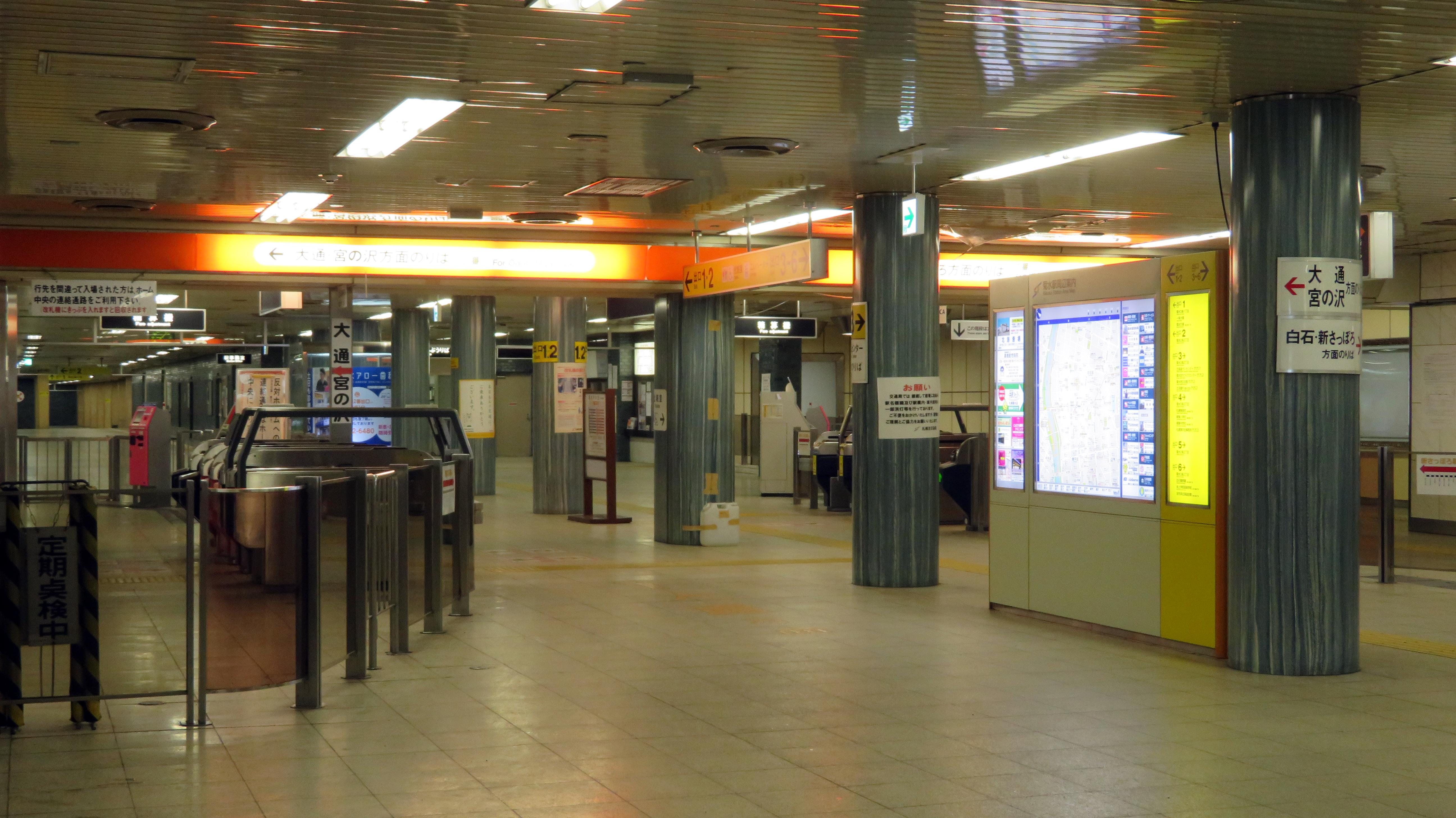
개찰구
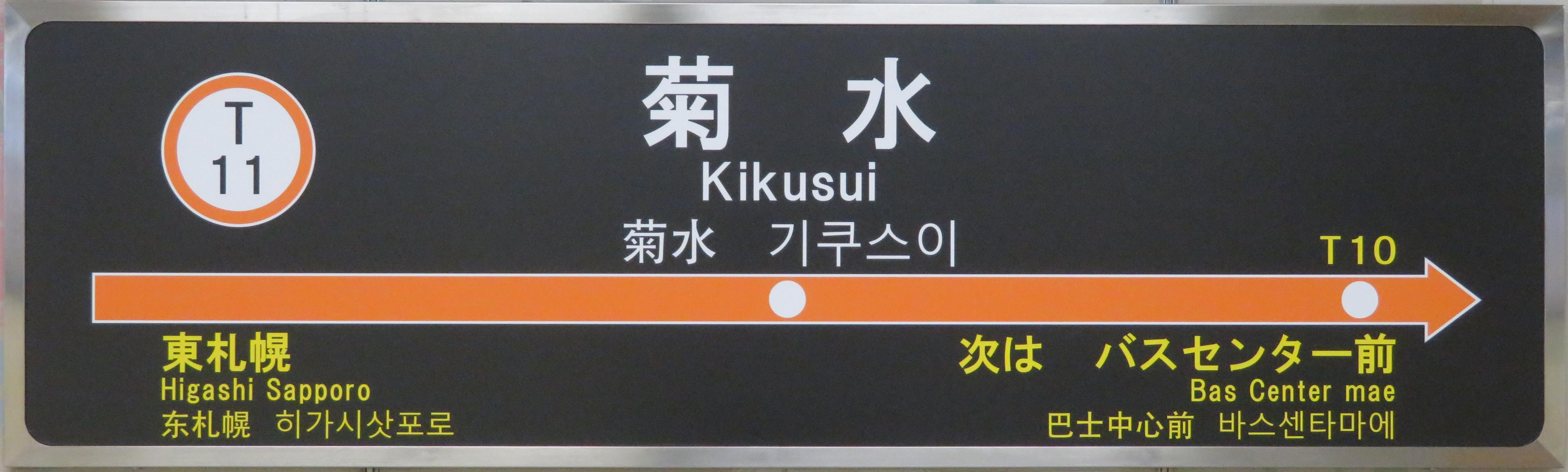
역명판

## 인접역
| 삿포로 시 교통국 지하철 도자이 선 | 삿포로 시 교통국 지하철 도자이 선 | 삿포로 시 교통국 지하철 도자이 선 |
| --------------------------------- | --------------------------------- | --------------------------------- |
| T10 버스센터 마에 미야노사와 방면 | ● 도자이 선                       | T12 히가시삿포로 신삿포로 방면    |